# Florence Hines
Florence Hines (1868-1924) fue una artista de vodevil afroamericana estadounidense. Fue conocida por sus actuaciones a lo largo de Estados Unidos en la década de 1890 como imitadora masculina en el espectáculo Creole Burlesque de Sam T. Jack. En su apogeo, fue descrita como "la mayor artista viva de canto y danza" y "la reina de todas los imitadoras masculinas". Su carrera se destacó por romper los estereotipos de los minstrels existentes y retratar a los hombres negros de una manera más positiva, así como por establecer altos estándares para las comediantes y cantantes de blues negras que la siguieron.

## Primeros años y carrera
Florence Hines nació alrededor de 1868 en Ohio. Poco está documentado sobre los primeros años de vida de Hines o sobre cómo se convirtió en artista. Las primeras menciones de ella como intérprete aparecen en 1890, cuando actuó con el Sam T. Jack Creole Show. El Creole Show fue un espectáculo de revista exclusivamente negro que contaba con cantantes y artistas de Tableau vivant, además de comediantes. Florence Hines, con su acto de personificación masculina, fue la maestra de ceremonias y estrella del espectáculo. También fue cantante, bailarina, 'conversadora' cómica e intérprete de burlesque en un cuadro grupal titulado "Beauty of the Nile, or Doomed by Fire" (La Bella del Nilo, o Condenada por el fuego), que más adelante dirigió.
El Show Creole se creó cuando Buffalo Bill Cody hizo una apuesta de 1.000 dólares con su amigo Sam T. Jack, un empresario blanco de Chicago, diciendo que "el africano nunca podría brillar en el escenario". Jack aceptó la apuesta y contrató a un grupo de artistas negros que no solo le permitieron reclamar los 1.000 dólares de la apuesta, sino que realizaron espectáculos con entradas agotadas en todo el país. La prensa negra de la época escribió que Hines y su coprotagonista Florence Briscoe en el innovador programa "dieron una nueva impresión de las posibilidades de nuestras chicas en el mundo del espectáculo".

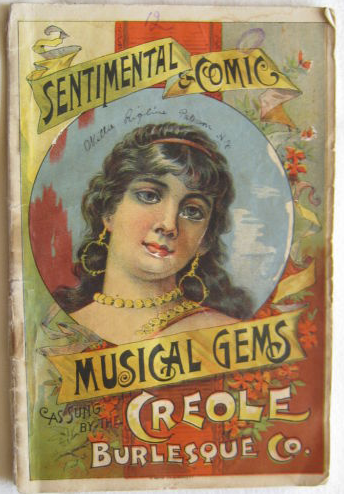
Portada de un libro de canciones publicado por la Creole Burlesque Company

Para 1896, el Show Creole tenía una reputación firmemente establecida, y sus artistas viajaban en su propio vagón de hotel palacio de 15.000 dólares. "Cumple su propósito legítimo para el cual fue concebido originalmente", escribió el Fort Wayne Journal Gazette, "el de introducir un nuevo tipo de belleza y artistas nativos, y conservar su novedad mediante la introducción de nuevas ideas; sigue siendo uno de las atracciones más populares del día". En el Creole Show, los artistas negros tenían un lugar donde podían presentar por primera vez comedias "de contexto racial" que no estaban llenas de estereotipos despectivos de los negros.
En sus inicios, Hines contaba con el salario más alto pagado a una artista negra. Con frac, bastón, capa y sombrero de copa, Hines cruzó barreras raciales, sociales y de género en su interpretación de un dandy negro, rompiendo con los estereotipos anteriores del minstrel que caracterizaban a personajes pobres y analfabetos. Entre las canciones que interpretaba, las cuales enfatizaban la riqueza material del dandy, se encontraban “For I’m the Lad That’s Made of Money”, “I Can’t See My Money Go That Way” y “A Millionaire’s Only Son”.
Hines trabajó con el Creole Show durante siete temporadas, a veces cantando a dúo con Marie Roberts. Fue descrita como "la mayor artista viva de canto y danza" y "la reina de todas las imitadoras masculinas".

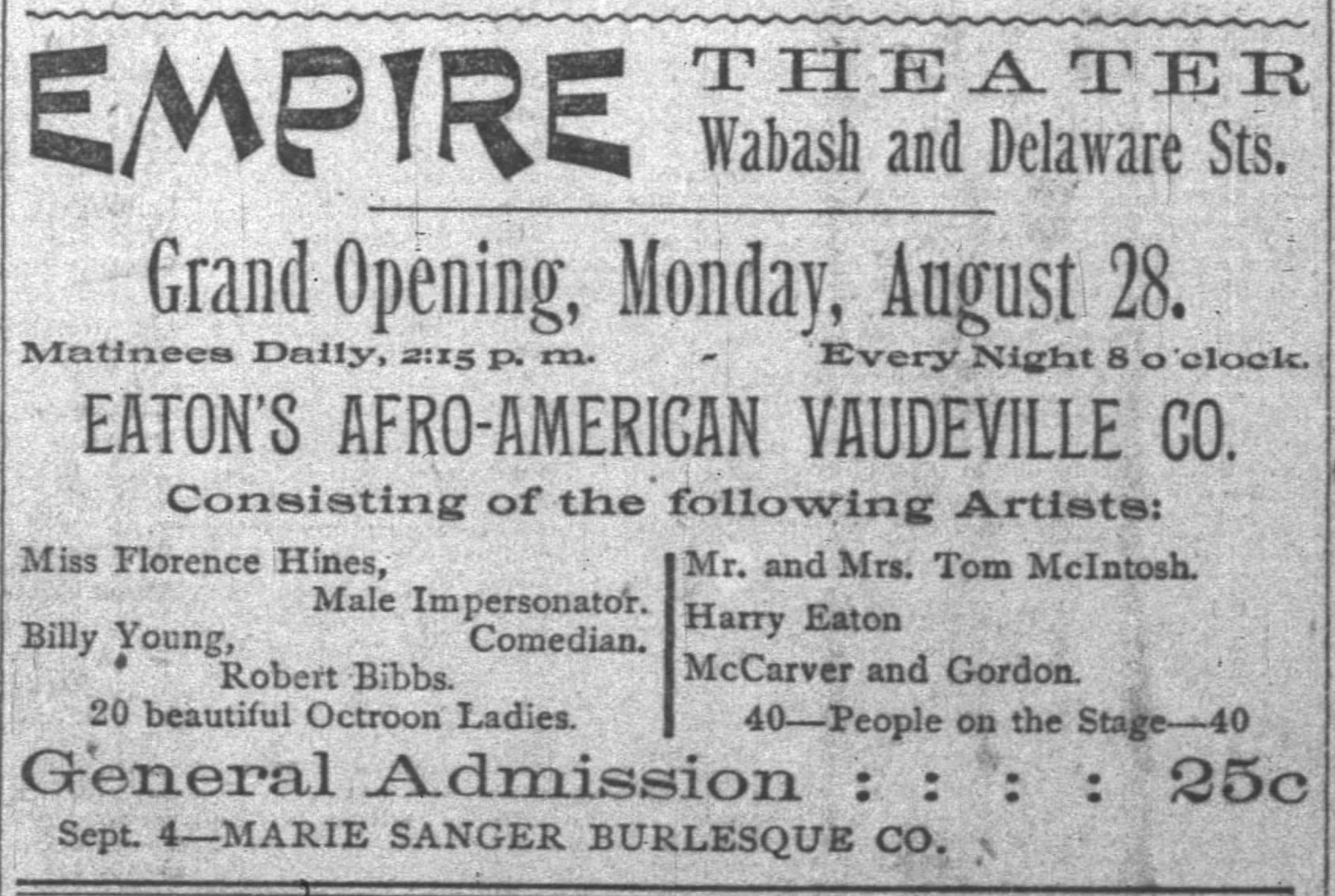
Anuncio de noticias de Indianápolis en 1893 para la Afro-American Vaudeville Company de Eaton, con Florence Hines y otros

El Creole show no fue el único espectáculo para el que trabajó Hines. En 1893, también actuó como imitadora masculina en la Afro-American Vaudeville Company de Eaton, dirigida por el comediante y empresario negro Harry S. Eaton. En 1896, fue una de las muchas artistas famosas de una compañía de gira "tremendamente exitosa" llamada Darkest America que viajó por catorce estados e incluía a Sam Lucas y Billy Miller. Dos años más tarde, entretuvo a un lleno total con la Big Afro American Company, donde apareció junto con el soprano Sylvester Russell.

## Vida personal
En 1892, estalló una pelea en el camerino entre Hines y su compañera de dueto, Marie Roberts. Sus compañeros de trabajo pudieron detener la pelea. "Durante el año pasado ha existido la máxima intimidad entre las dos mujeres", dijo la prensa de Cincinnati, "su marcada devoción no sólo fue notable sino también objeto de comentarios entre sus asociados en el escenario". El artículo asumió que debido a la naturaleza "adorable" de su dúo en el escenario, suavizarían sus diferencias.
Al año siguiente, Hines y una coprotagonista fueron insultadas y luego agredidas por un hombre llamado William Brown cuando terminaban su actuación en el Teatro Olympia de Nueva York e intentaban subir a un teleférico. Brown las arrojó a ambas a un canal, donde se cortaron la cara. Le impusieron una multa de diez dólares.
La cobertura de la prensa de la pelea entre Hines y Roberts llevó a historiadores posteriores a especular que Florence Hines era lesbiana. Los registros del censo de 1920 indican que Hines era viuda y vivía con su hija de 38 años y su yerno en Salem, Oregón.

## Últimos años y muerte
Hines siguió haciendo espectáculos en solitario a principios del siglo XX. Un artículo de 1904 en el periódico Indianapolis Freeman hizo una reseña de una interpretación más 'tranquila' de Hines en la que realizaba silbidos, y decía que la interpretación era buena a pesar de la mala salud de Hines. Hines, después manifestó que deseaba reanudar su interpretación en la que personificaba personajes masculinos.
En 1920, Hines se había convertido en predicadora en Salem, Oregón, según una carta de un artista de vodevil en The Chicago Defender. The Defender señaló en 1923 que Hines, "reconocida como la mejor imitadora masculina de todos los tiempos y de todas las razas", había estado paralizada e inválida desde 1906.
En 1924, una mujer llamada Nunnie Williams, que decía ser hija de Hines, escribió una carta al Chicago Defender que decía que Hines había muerto el 10 de marzo y había sido enterrada el 24 de marzo en Santa Rosa, California. En la carta, describió a Hines como "la madre del mundo del espectáculo de color".

## Legado
Los académicos e historiadores del siglo XXI han escrito que las imitadoras masculinas afroamericanas como Hines dieron un giro más positivo al dandy negro que a menudo era ridiculizado por los artistas blancos: la actuación de Hines, escribió el historiador Henry Elam, convirtió al dandy "de la era sofisticada del jazz", resplandeciente con levita, haciendo girar un bastón y luciendo sombrero de copa".
Las primeras interpretaciones de Hines y otras intérpretes negras de la época del vodevil, escribió Lynn Abbott en Out of Sight: The Rise of African American Popular Music, establecieron un alto estándar para los intérpretes de la era del blues que las siguieron:
"Estas intérpretes pioneras tuvieron un impacto en la manera en que las mujeres de blues de las décadas de 1910 y 1920 introdujeron el canto de blues en el escenario de vodevil negro. Las personificaciones masculinas de Hines proporcionaron el estándar con el que se compararon las comediantes afroamericanas durante décadas. Puede haber inspirado directamente a artistas de la era del blues como Lillyn Brown, la original Bessie Brown y Alberta Whitman."